# Memnon af Heraclea
Memnon af Heraclea (oldgræsk: Mέμνων, gen.: Μέμνονος;  fl. c. 1. århundrede) var en græsk historisk forfatter, formentlig fra byen Heraclea Pontica. Han beskrev historien om, byen i et stort værk, kun kendt gennem Excerpta af Fotios, og beskrive især de forskellige tyranner, der gennem tiden regerede Heraclea.